# ویاکام‌سی‌بی‌اس
ویاکام‌سی‌بی‌اس (انگلیسی: ViacomCBS) شرکت رسانه‌ای آمریکایی بریتانیایی است، که در سال ۱۹۸۷ تأسیس شد.